# شخصیت عروسکی
شخصیت عروسکی یا عروسک نمایشی به عروسکی گفته می‌شود که توسط یک عروسک‌گردان به آن جان بخشیده می‌شود و در نمایش‌های عروسکی یا فیلم‌ها و برنامه‌های تلویزیونی به کار گرفته می‌شود.

## نگارخانه

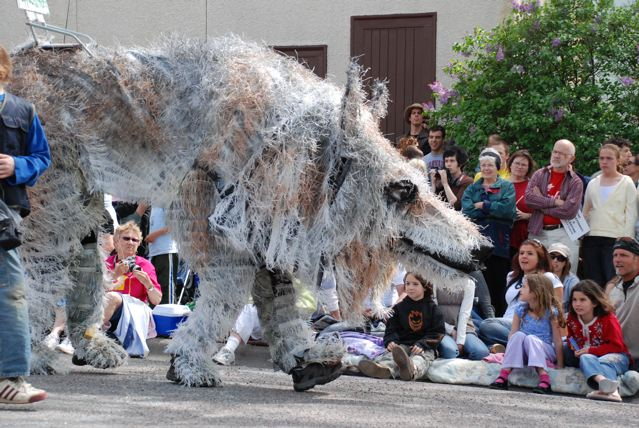
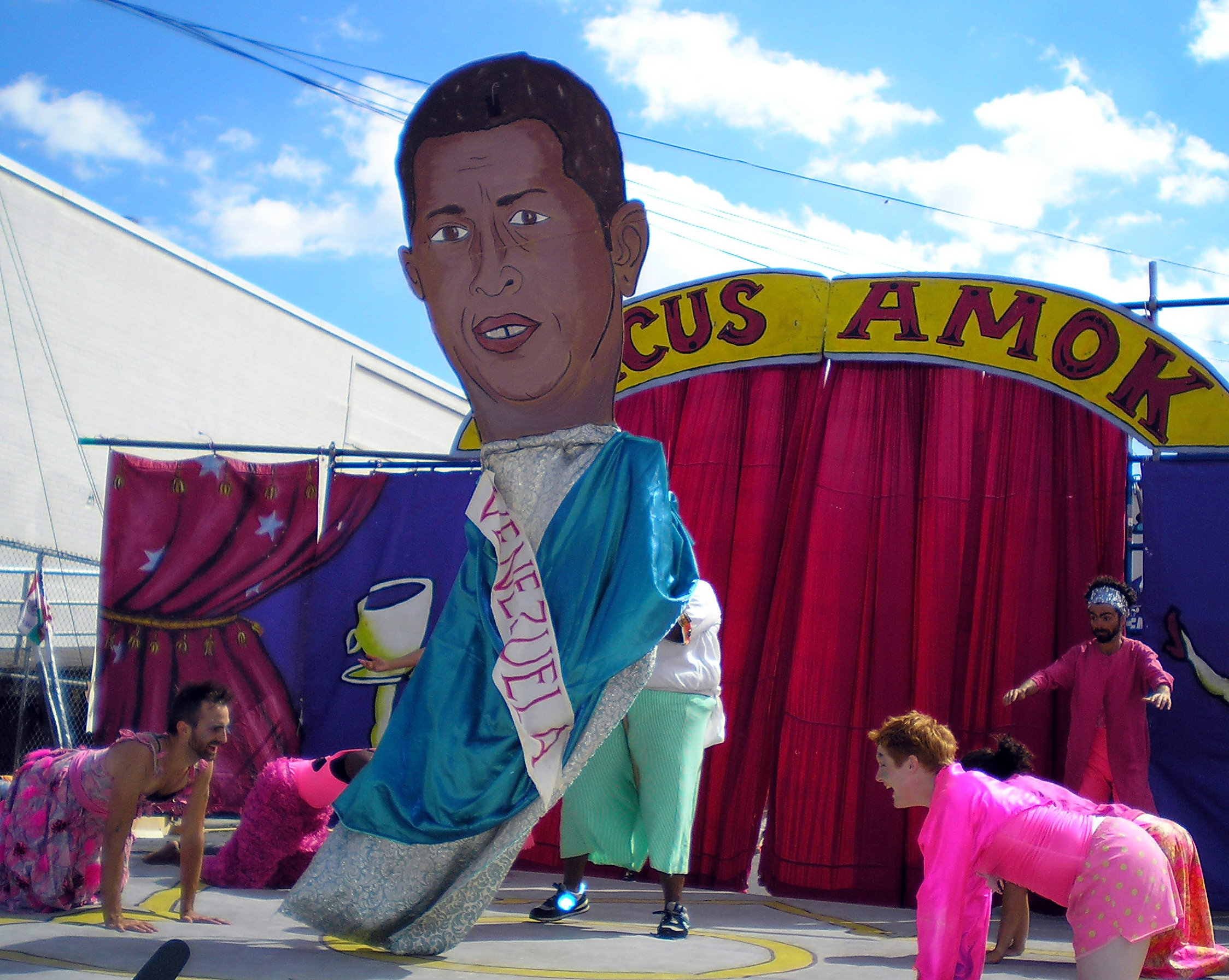